# Âu Lâu
Âu Lâu là một phường thuộc tỉnh Lào Cai, Việt Nam.

## Địa lý
Phường Âu Lâu giáp xã Việt Hồng, xã Lương Thịnh, xã Quy Mông, phường Nam Cường, phường Yên Bái, phường Văn Phú và  tỉnh Phú Thọ

## Lịch sử
Trước đây, Âu Lâu là một xã thuộc huyện Trấn Yên.
Ngày 4 tháng 8 năm 2008, Chính phủ ban hành Nghị định số 87/2008/NĐ-CP điều chỉnh toàn bộ 1.584,661 ha diện tích tự nhiên và 4.570 nhân khẩu của xã Âu Lâu thuộc huyện Trấn Yên vào thành phố Yên Bái quản lý.
Ngày 16 tháng 6 năm 2025, Ủy ban Thường vụ Quốc hội ban hành Nghị quyết số 1673/NQ-UBTVQH15 về việc sắp xếp các đơn vị hành chính cấp xã của tỉnh Lào Cai năm 2025. Theo đó, sắp xếp toàn bộ diện tích tự nhiên, quy mô dân số của phường Hợp Minh và các xã Giới Phiên, Minh Quân, Âu Lâu thành phường mới có tên gọi là phường Âu Lâu.